# Vickers Jockey
Il Vickers Jockey era un aereo monoplano e monomotore progettato dall'azienda britannica Vickers-Armstrong sul finire degli anni venti.
Realizzato in conformità alla specifica F.20/27 con la quale l'Air Ministry richiedeva un aereo da caccia monoposto, fu costruito in un solo esemplare che andò perduto in un incidente di volo occorso durante la fase di sviluppo del progetto. Le esperienze maturate e le conoscenze acquisite in tale fase, vennero successivamente utilizzate nella realizzazione di un nuovo velivolo, denominato Venom.

## Storia del progetto
Identificato con la denominazione interna di Type 151, il progetto curato da John Bewsher (sotto la supervisione di Reginald K. Pierson) costituì la risposta della Vickers-Armstrong ad una specifica tecnica emessa dalle autorità britanniche nella profetica convinzione che, nell'ipotesi di futuri conflitti, un ruolo determinante sarebbe stato giocato dalla capacità delle forze aeree di intercettare le minacce avversarie portate attraverso i bombardieri strategici. Dalla medesima specifica ebbero origine il Fairey Firefly II, l'Hawker Fury ed il Bristol Bulldog Mk.II.
Sulla base delle prestazioni dei velivoli dell'epoca, fu richiesto che il nuovo "caccia intercettore" fosse in grado di volare a circa 200 mph alla quota di 20 000 ft (pari a circa 320 km/h a 6 100 m), da raggiungere in un tempo inferiore a dodici minuti. Altre caratteristiche salienti per il velivolo avrebbero dovuto essere rappresentate dall'ampia visuale per il pilota e dall'agevole manovrabilità in previsione del combattimento. Inoltre, al fine di raggiungere il miglior risultato, le autorità vagliarono sia soluzioni con velatura biplana che monoplana, assegnando alla Vickers-Armstrong il compito di studiare una soluzione monoplana ad ala bassa.
Il nuovo velivolo, come richiesto dalla specifica, impiegava il motore radiale Bristol Mercury IIA mentre il nome "Jockey" (fantino, in lingua inglese) non era previsto dalla nomenclatura dell'Air Ministry; la scelta del nome viene attribuita alla casa costruttrice intenzionata ad attirare l'attenzione delle autorità aeronautiche francesi che in quegli stessi anni erano alla ricerca di un caccia leggero denominato, appunto, "Jockey".
Il prototipo, immatricolato "J9122", venne trasportato via terra presso la Royal Air Force Station Martlesham Heath, all'epoca sede della Aeroplane and Armament Experimental Establishment, centro di ricerca per l'aviazione militare britannica. I primi test in volo, effettuati a partire dal mese di aprile del 1930, evidenziarono difetti considerevoli nel velivolo, che risultava affetto da vibrazioni e da scarsa rigidità torsionale.
Si cercò di risolvere i problemi aerodinamici dapprima mediante l'installazione di ipersostentatori alla radice del bordo d'attacco alare, poi modificando le carenature delle ruote del carrello d'atterraggio ed infine introducendo un anello Townend intorno al motore. Per quanto concerne i problemi strutturali, la Vickers affidò a Barnes Wallis la revisione della sezione posteriore della fusoliera.
In un secondo momento, nel corso del 1932, venne anche installato un motore di maggiore potenza: il Mercury venne sostituito da un Bristol Jupiter VIIF. In questa nuova configurazione il velivolo, ridenominato Type 171, venne nuovamente inviato a Martlesham per effettuare le prove in volo. Inizialmente afflitto da problemi ai comandi di erogazione della potenza, il Jockey andò definitivamente perduto in un incidente di volo occorso nel mese di giugno quando il pilota fu costretto a lanciarsi con il paracadute nell'impossibilità di uscire da una vite orizzontale. Successive prove in galleria del vento, effettuate con modelli realizzati in scala ridotta, non riuscirono a dimostrare con assoluta certezza la natura del problema.
Sebbene il progetto del Jockey non abbia avuto ulteriori sviluppi diretti, l'esperienza acquisita venne utilizzata dalla Vickers-Armstrong per il successivo Venom, velivolo da caccia sviluppato in risposta alla specifica F.5 risalente al 1934.

## Tecnica

### Cellula

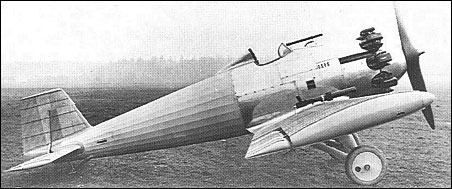
Vista laterale del Jockey nella sua prima configurazione, denominata Type 151.

Monoplano ad ala bassa dalla struttura completamente metallica, il Jockey impiegava la soluzione del rivestimento metallico non strutturale nella zona centrale e nelle ali, caratteristica costruttiva già sperimentata dalla Vickers con il Type 121, realizzato in joint venture con la società francese Société des Avions Michel Wibault.
Caratteristica peculiare del velivolo era la disposizione del motore che, al fine di agevolare le operazioni di manutenzione, era incernierato su un lato della fusoliera: questa soluzione consentiva di "staccare" il motore dalla fusoliera facendolo ruotare su un perno, senza la necessità di disconnettere i condotti idraulici, i cablaggi elettrici ed il meccanismo di sincronizzazione di sparo.
La fusoliera aveva sezione circolare che andava riducendosi nella sezione posteriore, fino a formare un cono all'estremità di coda; nella zona anteriore, in corrispondenza delle ali, era sistemato l'abitacolo scoperto e dotato di parabrezza.
L'ala aveva pianta squadrata ed impiegava il medesimo profilo già utilizzato sul Viastra, codificato come "RAF 34", dopo che i progettisti ebbero scartato la soluzione "W116", anche in questo caso realizzata dalla Wibault. Le superfici di controllo, costituite da alettoni, erano disposte alle estremità delle semiali. Anche gli impennaggi, di tipo classico, avevano forme squadrate.
Il carrello d'atterraggio era fisso ed era collegato alla fusoliera da una serie di tubi metallici disposti "a V"; nella configurazione del velivolo identificata come Type 171 le ruote erano quasi completamente avvolte da carenature metalliche.

### Motore
Il primo motore del Jockey fu il radiale Bristol Mercury: unità a nove cilindri raffreddati ad aria, che nella versione "IIA" (dotata di compressore) era accreditata della potenza di 480 hp. In un secondo momento il Jockey fu equipaggiato con il più potente Bristol Jupiter VIIF, ancora un nove cilindri dotato di compressore, capace di 530 hp. A seguito delle prime risultanze in volo, al fine di migliorare l'efficienza aerodinamica del velivolo, venne installato un anello Townend a circondare le testate dei cilindri.

### Armamento
Secondo le indicazioni della specifica dell'Air Ministry, sul Jockey era previsto l'impiego di due mitragliatrici Vickers, calibro .303 in, sparanti attraverso il disco dell'elica mediante l'ausilio di un sistema di sincronizzazione.

### Pubblicazioni
- (EN) Vickers - Supermarine, in Flight, Sutton, Surrey - UK, Reed Business Information Ltd., 5 dicembre 1930,  p. 1410. URL consultato il 21 giugno 2014.